# Stutton
Stutton ist ein Dorf und eine Verwaltungseinheit im District Babergh in der Grafschaft Suffolk, England. Stutton ist 10,4 km von Ipswich entfernt. Im Jahr 2022 hatte es eine Bevölkerung von 816 Einwohnern. Stutton wurde 1086 im Domesday Book als Stot(t)una/Stuttuna erwähnt.